# Torra Lövö
Torra Lövö est une île du golfe de Finlande située dans le quartier Matinkylä à Espoo en Finlande,,.

## Présentation
Torra Lövö est située à environ un kilomètre à l'est de Lehtisaari et à environ cinq kilomètres au sud-est de la marina de Nuottaniemi à Matinkylä. 
Torra Lövö fait partie du quartier de Matinkylä.
La frontière entre les zones maritimes d'Espoo et d'Helsinki passe juste à l'est de Torra Lövö. Le centre-ville d'Helsinki et Lauttasaari sont situés à environ sept à dix kilomètres au nord-est de Torra Lövö.
La superficie de Torra Lövö est d'environ quatre hectares. Il s'agit principalement de plages de roches et de carrières, en particulier dans les parties ouest et sud.
La forêt de conifères dans la partie centrale et septentrionale de l'île est parsemée de rochers. 
La rive sud de l'île offre une vue sur le golfe de Finlande.
Sur la rive nord-ouest de Torra Lövö, il y a une petite jetée desservie par des bateaux réguliers..
L'île n'a pas de puits, on peut y camper.
Le pavillon situé dans la partie nord de l'île est utilisé par la police.